# I prosseneti
À ne pas confondre avec le film Les Proxénètes (Ettore lo fusto)
Pour plus de détails, voir Fiche technique et Distribution.
I prosseneti est un drame érotique italien sorti en 1976 et réalisé par Brunello Rondi.

## Synopsis
Le comte Davide est un amateur de cocktails qui aspire à publier un traité sur les mélanges de spiritueux qu'il crée ; avec sa femme Gilda, il a transformé la villa en un lieu de rencontre pour les riches aux vices inhabituels, afin de se remettre de ses difficultés financières passées. Parmi les invités, Aldobrando, un ancien mercenaire qui tourmente psychologiquement la jeune fille qui lui est destinée, en lui racontant les tortures qu'il a subies de la part de sa mère ; Giorgio, un metteur en scène de théâtre qui s'excite devant une mise en scène exotique ; un réalisateur de télévision qui viole une jeune fille enrôlée dans la maison contre son gré ; et un ambassadeur qui fait l'amour devant le film de son ex-petite amie.
Pour conclure, ils organisent une fête au cours de laquelle Jule, une jeune fille en moto, apparaît soudainement et offre sa nudité aux invités.

## Fiche technique
- Titre original : I prosseneti[1]
- Réalisation : Brunello Rondi
- Scénario :	Brunello Rondi
- Photographie :	Gastone Di Giovanni
- Montage : 	Marcello Malvestito
- Musique : Luis Bacalov
- Décors : Elio Micheli
- Production : Anselmo Parrinello, Paolo Prestano
- Société de production : Helvetia Films
- Pays de production :  Italie
- Langue originale : italien
- Format : Couleurs - 1,85:1 - Son mono - 35 mm
- Durée : 100 minutes
- Genre : Drame érotique
- Dates de sortie :
  - Italie : 28 avril 1976

## Distribution
- Alain Cuny : Comte David
- Juliette Mayniel : Comtesse Gilda
- Luciano Salce : Giorgio
- Stefania Casini : Odile
- José Quaglio : Ambassadeur José
- Silvia Dionisio : Silvia
- Jean Valmont : Aldobrando
- Ilona Staller : Lyl
- Consuelo Ferrara : Linda
- Sonja Jeannine : Jule
- Gabriella Lepori : Giusi
- Sergio Valentini :
- Ruth Anderson :
- Giovanna D'Albore Perillo :
- Anna Mallarini :
- Maria Rosa La Fauci :
- Marina Pierro :
- Sofia Dionisio (sous le nom de « Flavia Fabiani ») : Masseuse Carla